# Langnasen-Reisratte
Die Langnasen-Reisratte (Handleyomys rostratus) ist ein in Mittelamerika verbreitetes Nagetier in der Familie der Wühler. Sie wurde ursprünglich als Vertreter der Reisratten (Oryzomys) geführt und 2006 provisorisch in die 2002 eingeführte Gattung Handleyomys gestellt. Die Art ist eng mit Handleyomys melanotis verwandt und galt zeitweilig als deren Unterart.

## Merkmale
Erwachsene Exemplare sind ohne Schwanz 100 bis 140 mm lang, die Schwanzlänge beträgt 120 bis 150 mm und das Gewicht liegt bei 30 bis 55 g. Es kommen 27 bis 33 mm lange Hinterfüße und 17 bis 22 mm lange Ohren vor. Typisch ist eine deutliche Grenze zwischen der rotbraunen Oberseite und der weißlichen Unterseite. Auf den fast schwarzen Ohren sind wenige rote Haare vorhanden. Der Schwanz hat eine dunkle Oberseite und eine helle Unterseite. Ein weiteres Kennzeichen sind borstige Haarbüschel an den Zehen der Hinterfüße, die auch die Krallen bedecken.

## Verbreitung und Lebensweise
Das Verbreitungsgebiet reicht vom südlichen Teil des Bundesstaates Tamaulipas im östlichen Mexiko sowie vom Bundesstaat Oaxaca im Westen Mexikos über Guatemala bis Belize und zum nördlichen Honduras sowie entlang des Pazifiks in einem breiten Streifen bis in den Norden von Costa Rica. Die Langnasen-Reisratte lebt im Flach- und Bergland bis 1400 Meter Höhe. Sie hält sich in immergrünen und laubabwerfenden Wäldern, in Strauchflächen, auf Wiesen und in Anbaugebieten auf.
Dieser Wühler ist nachtaktiv und bewegt sich meist auf dem Boden. Selten klettert er auf Holzklötzern, kleinen Büschen oder auf einem Baumstamm in Bodennähe. Die Nahrung besteht vermutlich aus Pflanzen und Kleintieren, wie Insekten und Würmer. Die Exemplare sind ganzjährig aktiv. Ein Wurf enthält drei oder vier Neugeborene.

## Gefährdung
Die IUCN listet die Art aufgrund fehlender Bedrohungen und einer stabilen Gesamtpopulation als nicht gefährdet (least concern).